# Calle de Tras Escuela
La calle de Tras Escuela es una vía pública de la ciudad española de Sagunto.

## Descripción
Trasera de la calle de la Escuela, conecta la de Alcoy con la del Teatro Romano. Aparece descrita en el Nomenclator de las calles, plazas y puertas antiguas y modernas de la ciudad de Sagunto (1901) de Antonio Chabret y Fraga con las siguientes palabras:

Tras-Escuela (calle de). Se entra por la de P. Torralba y sale á la de Pelayo. Se llama así, porque está á espaldas de la casa en donde se ensañaba á leer y escribir y también humanidades.
(Chabret y Fraga, 1901, p. 90)